# Les Voix du Brésil
Albums de Michel Delpech
Oubliez tout ce que je vous ai dit
(1986) Le Roi de rien
(1997)
Singles
1. Les Voix du Brésil
Sortie : 1991
2. Terre d'Amour
Sortie : 1992
3. C'est ainsi qu'elles sont belles
Sortie : 1992

Les Voix du Brésil est le huitième album studio de Michel Delpech, sorti en 1991. 
C'est son premier album édité par Trema.

## Liste des titres
| 1.    | Sul America                                                 | 3'50 |
| 2.    | Chico Mendes                                                | 4'13 |
| 3.    | Multiraciale et pluriculturelle                             | 3'58 |
| 4.    | Terre amour                                                 | 4'11 |
| 5.    | Christians, muslims and jews                                | 2'44 |
| 6.    | Les Voix du Brésil                                          | 5'10 |
| 7.    | Rêve de Gauguin                                             | 4'01 |
| 8.    | Pleure pas Eva                                              | 4'11 |
| 9.    | Corcovado                                                   | 3'19 |
| 10.   | C'est ainsi qu'elles sont belles (autre version du titre 3) | 4'05 |
| 40'11 |                                                             |      |